# Rosholt (Dakota del Sud)
Rosholt és una població dels Estats Units a l'estat de Dakota del Sud. Segons el cens del 2000 tenia 480 habitants.

## Demografia
Segons el cens del 2000, Rosholt tenia 419 habitants, 168 habitatges, i 107 famílies. La densitat de població era de 539,3 habitants per km².
Dels 168 habitatges en un 25,6% hi vivien nens de menys de 18 anys, en un 59,5% hi vivien parelles casades, en un 3,6% dones solteres, i en un 36,3% no eren unitats familiars. En el 32,7% dels habitatges hi vivien persones soles el 20,2% de les quals corresponia a persones de 65 anys o més que vivien soles. El nombre mitjà de persones vivint en cada habitatge era de 2,21 i el nombre mitjà de persones que vivien en cada família era de 2,83.
Per edats la població es repartia de la següent manera: un 20,8% tenia menys de 18 anys, un 4,3% entre 18 i 24, un 20% entre 25 i 44, un 18,4% de 45 a 60 i un 36,5% 65 anys o més.
L'edat mediana era de 50 anys. Per cada 100 dones de 18 o més anys hi havia 74,7 homes.
La renda mediana per habitatge era de 30.547 $ i la renda mediana per família de 37.292 $. Els homes tenien una renda mediana de 31.250 $ mentre que les dones 16.875 $. La renda per capita de la població era de 15.437 $. Entorn del 9,2% de les famílies i el 18,8% de la població estaven per davall del llindar de pobresa.

## Poblacions més properes
El següent diagrama mostra les poblacions més properes.